# Ficus inaequipetiolata
Ficus inaequipetiolata är en mullbärsväxtart som beskrevs av Elmer Drew Merrill. Ficus inaequipetiolata ingår i släktet fikonsläktet, och familjen mullbärsväxter. Inga underarter finns listade i Catalogue of Life.